# Романса (метрика)
Романса је метричка форма пореклом из Шпаније и састоји се од низа неодређеног броја стихова у којем парни стихови имају асонантску риму, а непарни уопште немају риму. Стихови су обично осмерци, али могу бити и шестерци или александринци, иако су они ређи. Када стихови имају мање од осам слогова, зове се кратка романса или романсиљо.